# Nowe DC Comics
Nowe DC Comics (także NOWE DC COMICS!) (ang. The New 52) – marka nadana w 2011 roku większości komiksów o superbohaterach, publikowanych przez amerykańskie wydawnictwo DC Comics. Została zniesiona w 2015 roku, a jej miejsce zajęła marka DC Odrodzenie (ang. DC Rebirth).
W Polsce wybrane komiksy pod marką Nowe DC Comics ukazywały się w latach 2013–2017 nakładem wydawnictwa Egmont Polska w formie tomów zbiorczych w twardej oprawie.

## Lista komiksówNowe DC Comicswydanych Polsce
| Lp. | Tytuł polski                                                       | Tytuł oryginału                                         | Zawartość | Data polskiego wydania |
| --- | ------------------------------------------------------------------ | ------------------------------------------------------- | --- | ---------------------- |
| 1   | Batman. Tom 1: Trybunał sów                                        | Batman: The Court of Owls                               | Zeszyty Batman (vol. 2) #1-7 (listopad 2011-maj 2012) | 04.03.2013             |
| 2   | Batman – Detective Comics. Tom 1: Oblicza śmierci                  | Batman – Detective Comics: Faces of Death               | Zeszyty Detective Comics (vol. 2) #1-7 (listopad 2011-maj 2012) | 08.04.2013             |
| 3   | Superman. Tom 1: Superman i Ludzie ze Stali                        | Superman – Action Comics: Superman and the Men of Steel | Zeszyty Action Comics (vol. 2) #1-8 (listopad 2011-czerwiec 2012) | 10.06.2013             |
| 4   | Liga Sprawiedliwości. Tom 1: Początek                              | Justice League: Origin                                  | Zeszyty Justice League (vol. 2) #1-6 (listopad 2011-kwiecień 2012) | 05.08.2013             |
| 5   | Batman. Tom 2: Miasto sów                                          | Batman: The City of Owls                                | Zeszyty Batman (vol. 2) #8-12 (czerwiec-październik 2012) oraz Batman Annual (vol. 2) #1 (czerwiec 2012) | 07.10.2013             |
| 6   | Batman – Detective Comics. Tom 2: Techniki zastraszania            | Batman – Detective Comics: Scare Tactics                | Zeszyty Detective Comics (vol. 2) #8-12, 0 (czerwiec-listopad 2012) oraz Detective Comics Annual (vol. 2) #1 (październik 2012) | 02.12.2013             |
| 7   | Superman. Tom 2: Kuloodporny                                       | Superman – Action Comics: Bulletproof                   | Zeszyty Action Comics (vol. 2) #9-12, 0 (lipiec-listopad 2012) oraz Action Comics Annual (vol. 2) #1 (grudzień 2012) | 10.03.2014             |
| 8   | Liga Sprawiedliwości. Tom 2: Podróż złoczyńcy                      | Justice League: The Villain's Journey                   | Zeszyty Justice League (vol. 2) #7-12 (maj-październik 2012) | 10.03.2014             |
| 9   | Batman. Tom 3: Śmierć rodziny                                      | Batman: Death of the Family                             | Zeszyty Batman (vol. 2) #13-17 (grudzień 2012-kwiecień 2013) | 16.04.2014             |
| 10  | Superman. Tom 3: U kresu dni                                       | Superman – Action Comics: At the End of Days            | Zeszyty Action Comics (vol. 2) #13-18 (grudzień 2012-maj 2013) | 06.05.2014             |
| 11  | Batman – Detective Comics. Tom 3: Imperium Pingwina                | Batman – Detective Comics: Emperor Penguin              | Zeszyty Detective Comics (vol. 2) #13-18 (grudzień 2012-maj 2013) | 10.06.2014             |
| 12  | Liga Sprawiedliwości. Tom 3: Tron Atlantydy                        | Justice League: Throne of Atlantis                      | Zeszyty Justice League (vol. 2) #13-17 (grudzień 2012-kwiecień 2013) oraz Aquaman (vol. 7) #15-16 (luty-marzec 2013) | 07.07.2014             |
| 13  | Wonder Woman. Tom 1: Krew                                          | Wonder Woman: Blood                                     | Zeszyt Wonder Woman (vol. 4) #1-6 (listopad 2011-kwiecień 2012) | 04.08.2014             |
| 14  | Batman, Tom 4: Rok zerowy – Tajemnicze miasto                      | Batman: Zero Year – Secret City                         | Zeszyty Batman (vol. 2) #21-24 (sierpień-grudzień 2013) | 08.09.2014             |
| 15  | All Star Western. Tom 1: Spluwy w Gotham                           | All-Star Western: Guns and Gotham                       | Zeszyty All-Star Western (vol. 3) #1-6 (listopad 2011-kwiecień 2012) | 06.10.2014             |
| 16  | Szpon. Tom 1: Utrapienie sów                                       | Talon: Scourge of the Owls                              | Zeszyty Talon #0-7 (listopad 2012-czerwiec 2013) | 03.11.2014             |
| 17  | Batman – Mroczny Rycerz. Tom 1: Nocna trwoga                       | Batman: The Dark Knight – Knight Terrors                | Zeszyty Batman: The Dark Knight (vol. 2) #1-9 (listopad 2011-lipiec 2012) | 08.12.2014             |
| 18  | All Star Western. Tom 2: Wojna Lordów i Sów                        | All-Star Western: The War of Lords and Owls             | Zeszyty All-Star Western (vol. 3) #7-12 (maj-październik 2012) | 26.01.2015             |
| 19  | Szpon. Tom 2: Upadek sów                                           | Talon: Fall of the Owls                                 | Zeszyty Talon #8-17 (lipiec 2013-maj 2014) oraz Birds of Prey (vol. 3) #21 (sierpień 2013) | 18.02.2015             |
| 20  | Batman. Tom 5: Rok zerowy – Mroczne miasto                         | Batman: Zero Year – Dark City                           | Zeszyty (vol. 2) Batman #25-27, #29-33 (styczeń-marzec, maj-wrzesień 2014) | 14.03.2015             |
| 21  | Wonder Woman. Tom 2: Trzewia                                       | Wonder Woman: Guts                                      | Zeszyt Wonder Woman (vol. 4) #7-12 (maj-październik 2012) | 08.04.2015             |
| 22  | Batman – Detective Comics. Tom 4: Gniew                            | Batman – Detective Comics: The Wrath                    | Zeszyty Detective Comics (vol. 2) #19-24 (czerwiec-grudzień 2013) oraz Detective Comics Annual (vol. 2) #2 (wrzesień 2013) | 09.05.2015             |
| 23  | Wonder Woman. Tom 3: Żelazo                                        | Wonder Woman: Iron                                      | Zeszyt Wonder Woman (vol. 4) #0, 13-18 (listopad 2012-maj 2013) | 17.06.2015             |
| 24  | Batman – Mroczny Rycerz. Tom 2: Spirala przemocy                   | Batman: The Dark Knight – Cycle of Violence             | Zeszyty Batman: The Dark Knight (vol. 2) #0, 10-15 (listopad 2012, sierpień 2012-luty 2013) | 06.07.2015             |
| 25  | Shazam                                                             | Shazam!: Origin                                         | Zeszyty Justice League (vol. 2) #0 (listopad 2012, sierpień 2013) oraz materiał z Justice League (vol. 2) #7-11, 14-16, 18-20 (maj-wrzesień 2012, styczeń-marzec, maj-lipiec 2013) | 12.08.2015             |
| 26  | Amerykańska Liga Sprawiedliwości. Tom 1: Najbardziej niebezpieczni | Justice League of America: World's Most Dangerous       | Zeszyt Justice League of America (vol. 3) #1-5 (kwiecień-sierpień 2013) oraz Justice League (vol. 2) #18-20 (maj-lipiec 2013) | 09.09.2015             |
| 27  | All Star Western. Tom 3: Czarny diament                            | All-Star Western: The Black Diamond Probability         | Zeszyty All-Star Western (vol. 3) #0, 13-16 (listopad 2012-marzec 2013) | 09.09.2015             |
| 28  | Batman. Tom 6: Cmentarna szychta                                   | Batman: Graveyard Shift                                 | Zeszyty Batman (vol. 2) #0, #18-20, #34 (listopad 2014, maj-lipiec 2013, październik 2014) oraz Batman Annual (vol. 2) #2 (wrzesień 2013) | 04.11.2015             |
| 29  | Liga Sprawiedliwości. Tom 4: Trójka                                | Justice League: Trinity War                             | Zeszyt Justice League (vol. 2) #22-23 (wrzesień-październik 2013), Justice League of America (vol. 3) #6-7 (wrzesień-październik 2013), Justice League Dark #22-23 (wrzesień-październik 2013) oraz materiał z The New 52: FCBD Edition 2012 (czerwiec 2012)                              | 04.11.2015             |
| 30  | Wieczne zło                                                        | Forever Evil                                            | Zeszyty Forever Evil #1-7 (listopad 2013-lipiec 2014) | 18.11.2015             |
| 31  | Batman – Mroczny Rycerz. Tom 3: Szalony                            | Batman: The Dark Knight – Mad                           | Zeszyty Batman: The Dark Knight (vol. 2) #16-21 (marzec-sierpień 2013) | 18.11.2015             |
| 32  | Superman: Wyzwolony                                                | Superman Unchained                                      | Zeszyt Superman Unchained #1-9 (kwiecień 2013-styczeń 2015) | 04.12.2015             |
| 33  | Wonder Woman. Tom 4: Wojna                                         | Wonder Woman: War                                       | Zeszyt Wonder Woman (vol. 4) #19-23 (czerwiec-październik 2013) | 07.12.2015             |
| 34  | Batman – Detective Comics. Tom 5: Gothtopia                        | Batman – Detective Comics: Gothtopia                    | Zeszyty Detective Comics (vol. 2) #25-29 (styczeń-maj 2014) | 27.01.2016             |
| 35  | Liga Sprawiedliwości. Tom 5: Wieczni bohaterowie                   | Justice League: Forever Heroes                          | Zeszyt Justice League (vol. 2) #24-29 (grudzień 2013-maj 2014) oraz Justice League of America (vol. 3) #7.4 (listopad 2013) | 17.02.2016             |
| 36  | Wieczne zło: Wojna w Arkham                                        | Forever Evil: Arkham War                                | Zeszyty Forever Evil: Arkham War #1-6 (grudzień 2013-czerwiec 2014), Batman #23.4 (listopad 2013) oraz Forever Evil Aftermath: Batman Vs. Bane #1 (czerwiec 2014) | 17.02.2016             |
| 37  | Wieczny Batman. Tom 1                                              | Batman Eternal 1                                        | Zeszyty Batman Eternal #1-21 (czerwiec-październik 2014) | 16.03.2016             |
| 38  | Flash. Tom 1: Cała naprzód                                         | The Flash: Move Forward                                 | Zeszyty The Flash (vol. 4) #1-8 (listopad 2011-czerwiec 2012) | 13.04.2016             |
| 39  | Harley Quinn. Tom 1: Miejska gorączka                              | Harley Quinn: Hot in the City                           | Zeszyty Harley Quinn (vol. 2) #0-8 (styczeń-wrzesień 2014) | 17.05.2016             |
| 40  | Wonder Woman. Tom 5: Ciało                                         | Wonder Woman: Flesh                                     | Zeszyt Wonder Woman (vol. 4) #23.2-29 (listopad 2013-maj 2014) | 17.05.2016             |
| 41  | Wieczny Batman. Tom 2                                              | Batman Eternal 2                                        | Zeszyty Batman Eternal #22-34 (listopad-czerwiec 2015) | 15.06.2016             |
| 42  | Suicide Squad: Oddział Samobójców. Tom 1: Nadzorować i karać       | Suicide Squad: Discipline and Punish                    | Zeszyty Suicide Squad (vol. 4) #20-23 (lipiec-październik 2013), Detective Comics (vol. 2) #23.2 (listopad 2013) oraz Justice League of America (vol. 3) #7.1 (listopad 2013) | 15.06.2016             |
| 43  | Liga Sprawiedliwości. Tom 6: Liga Niesprawiedliwości               | Justice League: Injustice League                        | Zeszyt Justice League (vol. 2) #30-39 (lipiec 2014-kwiecień 2015) | 13.07.2016             |
| 44  | Flash. Tom 2: Rebelia łotrów                                       | The Flash: Rogues Revolution                            | Zeszyty The Flash (vol. 4) #9-12, 0 (lipiec-listopad 2012) oraz The Flash Annual (vol. 4) #1 (październik 2012) | 17.08.2016             |
| 45  | Batman – Mroczny Rycerz. Tom 4: Glina                              | Batman: The Dark Knight – Clay                          | Zeszyty Batman: The Dark Knight (vol. 2) #22-29 (wrzesień 2013-maj 2014) | 14.09.2016             |
| 46  | Wieczny Batman. Tom 3                                              | Batman Eternal 3                                        | Zeszyty Batman Eternal #35-52 (luty-czerwiec 2015) | 05.10.2016             |
| 47  | Harley Quinn. Tom 2: Zamotana                                      | Harley Quinn: Power Outage                              | Zeszyt Harley Quinn (vol. 2) #9-13 (październik 2014-luty 2015), Harley Quinn: Futures End (listopad 2014), Harley Quinn Invades Comic-Con International San Diego #1 (wrzesień 2015) oraz pojedyncza historia z Secret Origins (vol. 3) #4 (wrzesień 2014)                               | 05.10.2016             |
| 48  | Wonder Woman. Tom 6: Kości                                         | Wonder Woman: Bones                                     | Zeszyt Wonder Woman (vol. 4) #30-35 (czerwiec-listopad 2014) oraz pojedyncza historia z Secret Origins (vol. 3) #6 (grudzień 2014) | 09.11.2016             |
| 49  | Flash. Tom 3: Inwazja goryli                                       | The Flash: Gorilla Warfare                              | Zeszyty The Flash (vol. 4) #13-19 (grudzień 2012-czerwiec 2013) | 09.11.2016             |
| 50  | Batman. Tom 7: Ostateczna rozgrywka                                | Batman: Endgame                                         | Zeszyty Batman (vol. 2) #35-40 (grudzień 2014-czerwiec 2015) | 07.12.2016             |
| 51  | Batman – Detective Comics. Tom 6: Ikar                             | Batman – Detective Comics: Icarus                       | Zeszyty Detective Comics (vol. 2) #30-34 (czerwiec-październik 2014) oraz Detective Comics Annual (vol. 2) #3 (wrzesień 2014) | 25.01.2017             |
| 53  | Liga Sprawiedliwości. Tom 7: Wojna Darkseida 1                     | Justice League: The Darkseid War Part 1                 | Zeszyt Justice League #40-44 (czerwiec-listopad 2015) oraz materiał z Free Comic Book Day 2015: Divergence #1 (czerwiec 2015) | 15.02.2017             |
| 52  | Suicide Squad: Oddział Samobójców. Tom 2: Zderzenie ze ścianą      | Suicide Squad: Walled In                                | Zeszyty Suicide Squad (vol. 4) #24-30 (grudzień 2013-lipiec 2014) oraz Suicide Squad: Amanda Waller #1 (maj 2014) | 15.02.2017             |
| 54  | Batman. Tom 8: Waga superciężka                                    | Batman: Superheavy                                      | Zeszyty Batman (vol. 2) #41-46 (sierpień 2015-styczeń 2016) oraz materiał z Free Comic Book Day 2015: Divergence #1 (czerwiec 2015) | 15.03.2017             |
| 55  | Harley Quinn. Tom 3: Cmok, cmok, bang, dziab!                      | Harley Quinn: Kiss Kiss Bang Stab                       | Zeszyt Harley Quinn (vol. 2) #14-16 (marzec-czerwiec 2016), Harley Quinn Annual (vol. 1) #1 (grudzień 2014), Harley Quinn Holiday Special (luty 2015) oraz Valentine’s Day Special (luty 2015)                                                                                            | 15.03.2017             |
| 56  | Wieczni Batman i Robin. Tom 1                                      | Batman and Robin Eternal 1                              | Zeszyty Batman & Robin Eternal #1-13 (grudzień 2015-luty 2016) | 05.04.2017             |
| 57  | Flash. Tom 4: Odwrócony                                            | The Flash: Reverse                                      | Zeszyty The Flash (vol. 4) #20-25, #23.2 (lipiec 2013-styczeń 2014, listopad 2013) | 05.04.2017             |
| 58  | Harley Quinn. Tom 4: Do broni!                                     | Harley Quinn: A Call to Arms                            | Zeszyt Harley Quinn (vol. 2) #17-21 (sierpień-grudzień 2015) oraz Harley Quinn Road Trip Special (listopad 2015) | 10.05.2017             |
| 59  | Wojna Robinów                                                      | Robin War                                               | Zeszyty Robin War #1-2 (luty-marzec 2016), Grayson #15 (luty 2016), Detective Comics (vol. 2) #47 (luty 2016), We Are Robin #7(luty 2016), Robin: Son of Batman #7 (luty 2016), Gotham Academy #13 (luty 2016), Red Hood/Arsenal #7 (luty 2016) oraz Teen Titans (vol. 5) #15 (luty 2016) | 10.05.2017             |
| 60  | Batman – Detective Comics. Tom 7: Anarky                           | Batman – Detective Comics: Anarky                       | Zeszyty Detective Comics (vol. 2) #35-40 (grudzień 2014-maj 2015), Detective Comics: Endgame (maj 2015) oraz Detective Comics: Futures End (listopad 2014) | 10.05.2017             |
| 61  | Batman. Tom 9: Bloom                                               | Batman: Bloom                                           | Zeszyty Batman (vol. 2) #46-50 (styczeń-maj 2016) | 07.06.2017             |
| 62  | Flash. Tom 5: Lekcje historii                                      | The Flash: History Lessons                              | Zeszyty The Flash (vol. 4) #26-29 (luty-maj 2014) oraz The Flash Annual (vol. 4) #2 (wrzesień 2013) | 07.06.2017             |
| 63  | Wieczni Batman i Robin. Tom 2                                      | Batman and Robin Eternal 2                              | Zeszyty Batman & Robin Eternal #14-26 (marzec-maj 2016) | 05.07.2017             |
| 64  | Liga Sprawiedliwości. Tom 8: Wojna Darkseida 2                     | Justice League: The Darkseid War Part 2                 | Zeszyt Justice League (vol. 2) #45-50 (grudzień 2015-czerwiec 2016) oraz Justice League: Darkseid War Special (czerwiec 2016) | 05.07.2017             |
| 65  | Harley Quinn. Tom 5: Joker nie śmieje się ostatni                  | Harley Quinn: The Joker’s Last Laugh                    | Zeszyt Harley Quinn (vol. 2) #22-25 (styczeń-kwiecień 2016) oraz Harley Quinn: Be Careful What You Wish For (marzec 2016) | 05.07.2017             |
| 66  | Batman. Tom 10: Epilog                                             | Batman: Epilogue                                        | Zeszyty Batman (vol. 2) #51-52 (czerwiec-lipiec 2016), Batman Annual (vol. 2) #4 (listopad 2015) oraz Batman: Futures End (listopad 2014) | 02.08.2017             |
| 67  | Harley Quinn. Tom 6: Cała w czerni, bieli i czerwieni              | Harley Quinn: Black, White and Red All Over             | Zeszyt Harley Quinn (vol. 2) #26-30 (maj-wrzesień 2016) | 22.11.2017             |

## Lista komiksówNowe DC Comicswydanych przez Egmont Polska w ramach DC Deluxe
| Lp. | Tytuł polski                   | Tytuł oryginału                                               | Zawartość | Data polskiego wydania |
| --- | ------------------------------ | ------------------------------------------------------------- | --- | ---------------------- |
| 1   | Aquaman – Antologia            | Aquaman: Anthologie. Die Geschichte des Helden aus Atlantis   | Zeszyty More Fun Comics #73 (listopad 1941), Adventure Comics (vol. 1) #174, 260, 269, 444, 452, 475 (marzec 1952, maj 1959, luty 1960, kwiecień 1976, sierpień 1977, wrzesień 1980), Aquaman (vol. 1) #18, 57, 63 (grudzień 1964, wrzesień 1977, wrzesień 1978), Justice League of America Annual #2 (październik 1984), Aquaman (vol. 5) #2, 34 (wrzesień 1994, lipiec 1997), Aquaman (vol. 6) #17-18 (czerwiec-lipiec 2004), Aquaman (vol. 7) #0-1, 18, 24 (listopad 2012, listopad 2011, maj 2013, grudzień 2013) oraz Aquaman: Rebirth #1 (sierpień 2016) | 05.12.2018             |
| 2   | Green Arrow                    | Green Arrow by Jeff Lemire & Andrea Sorrentino Deluxe Edition | Zeszyty Green Arrow (vol. 5) #17-34 (kwiecień 2013-październik 2014), Green Arrow: Futures End (listopad 2014) oraz pojedyncza historia z Secret Origins (vol. 3) #4 (wrzesień 2014) | 23.10.2019             |
| 3   | Multiwersum                    | The Multiversity Deluxe Edition                               | Zeszyty The Multiversity #1-2 (październik 2014, czerwiec 2015), The Multiversity: The Society of Super-Heroes. Conquerors of the Counter-World (listopad 2014), The Multiversity: The Just (grudzień 2014), The Multiversity: Pax Americana (styczeń 2015), The Multiversity: Thunderworld Adventures (luty 2015), The Multiversity: Guidebook (marzec 2015), The Multiversity: Mastermen (kwiecień 2015) oraz The Multiversity: Ultra Comics (maj 2015) | 29.04.2020             |
| 4   | Omega Men: To już koniec       | The Omega Men: The End is Here                                | Zeszyty DC Sneak Peek: The Omega Men (maj 2015) oraz The Omega Men (vol. 3) #1-12 (sierpień 2015-czerwiec 2016) | 14.10.2020             |
| 5   | Potwór z bagien Scotta Snydera | Swamp Thing by Scott Snyder: Deluxe Edition                   | Zeszyty Swamp Thing (vol. 5) #0-18 (listopad 2011-maj 2013), Animal Man (vol. 2) #12, 17 (październik 2012, kwiecień 2013) oraz Swamp Thing Annual (vol. 5) #1 (grudzień 2012) | 25.11.2020             |